# Iisus în islam
Iisus, cunoscut în religia islamului ca ʿĪsā Ibn Maryam este deosebit de important atât pentru creștini, cât și pentru musulmani. În Islam, Iisus este considerat, ca și profetul Mahomed, unul dintre trimișii lui Dumnezeu. El nu este fiul lui Dumnezeu în islam, ci este un profet respectat și venerat de către musulmani, la fel ca toți ceilalți trimiși ai lui Dumnezeu, considerați egali pentru Coran prin prisma misiunii lor. Iisus este amintit într-un număr foarte mare de versete din Coran, el bucurându-se de respectul musulmanilor, care folosesc expresia alayhi s-salām! („Pacea fie asupra lui!”) atunci când îi pronunță numele. Nașterea sa miraculoasă nu este pusă la îndoială, fiind confirmată de către Coran. El este fiul Mariei, singura femeie al cărei nume apare în Coran, apreciată și lăudată în versetele acestuia. În sura al cărei nume aceasta îl poartă, Maria este ilustrată ca o femeie pioasă, care îl slujește pe Dumnezeu. 
Ea spuse: „Domnul Meu! Cum să am un copil, când nici un bărbat nu m-a atins?” Îngerul spuse: „Dumnezeu creează ceea ce voiește și, când hotărăște un lucru, El spune: „Fii!” Și acesta este. (Coran, 3:47) 
Islamul respinge ideea că Iisus este fiul lui Dumnezeu, acest lucru fiind condamnat și considerat unul din cele mai mari păcate. În Coran este susținut și întărit prin sure faptul că Iisus este un profet, un trimis al lui Dumnezeu, a cărui menire este de a-și îndeplini misiunea. Totodată, islamul respinge și ideea de treime, regăsită la creștinism. 
O, oameni ai Cărții! Nu întreceți măsura în credința voastră! Nu spuneți despre Dumnezeu decât Adevărul! Da, Cristos! Iisus, fiul Mariei, este trimisul lui Dumnezeu, Cuvântul Lui pe care l-a aruncat Mariei, un Duh de la El. Credeți în Dumnezeu și în trimișii Săi! Nu mai spuneți: "Trei!" sfârșiți cu aceasta, căci va fi mai bine pentru voi. Unul este Dumnezeu! Mărire Lui! Cum ar avea un fiu? Ale Lui sunt cele din ceruri și de pe pământ. Dumnezeu își este sieși de ajuns ca apărător! (Coran, 4:171) 

## Numele care îi sunt atribuite
Numele lui Iisus diferă: pentru creștinii vorbitori de arabă este folosit numele Yasūʿa (nume ce provine din siriacă și înseamnă „salvator”, iar pentru musulmani Iisus este cunoscut sub numele de ʿĪsā. Denumirea comună este cea de „Mesia” – al-Masīh (nume a cărui semnificație înseamnă „Unsul”). De asemenea, Coranul îi mai atribuie și numele de „Fiul Mariei” (Ibn Maryam). Alte denumiri ce sunt folosite sunt cele de: „profet” (nabī), „trimis” (rasūl) și „cuvânt” (kalima). Un alt nume cu care este desemnat este Ahmad și înseamnă „cel prealăudat”.

## Misiunea de profet
Misiunea sa de profet al islamului este de a anunța venirea profetului Mahomed, aceasta fiind totodată  misiunea sa supremă. Ca și profeții ce l-au precedat, scopul său a fost de a transmite umanității mesajul lui Dumnezeu. O altă misiune foarte importantă pe care e avut-o Iisus este de a aduce lumii Cartea (al-Kitāb), cunoscută în Coran sub numele de al-᾿Inğīl (Evanghelia). De asemenea, atât în creștinism, cât și în islam, întoarcerea sa pe Pământ, la sfârșitul timpurilor, are o semnificație importantă, deoarece rolul său va fi acela de a lupta împotriva forțelor răului. 
Iisus, fiul Mariei, spuse: „O, fii ai lui Israel! Eu sunt, într-adevăr, trimisul lui Dumnezeu la voi ca să întăresc cele în Tora dinaintea mea și ca să vă vestesc un trimis ce va veni după mine și al cărui nume va fi Ahmad.” și când acela veni la ei cu dovezi vădite, ei spuseră: „Aceasta este o vrajbă vădită!" (Coran,
 61: 6)

## Faptele lui Iisus
Iisus a săvârșit minuni în timpul misiunii sale de profet, fiind consemnate de Coran, aproape în aceeași măsură în care sunt redate și de Noul Testament. Prima sa minune a avut loc când acesta era încă în leagăn, el având darul de a se adresa oamenilor cu vorbe înțelepte. Alte minuni constau în  vindecarea oamenilor de lepră, învierea morților, vindecarea unui om orb, înzestrarea cu viață a unei păsări din lut, acestea din urmă fiind menționate în Coran. Este de menționat faptul că în Coran nu este relatată întâmplarea în urma căreia Iisus a transformat apa în vin.
Încă din leagăn va vorbi oamenilor ca un bătrân. El va fi dintre cei fără de prihană. (Coran, 3:46)
Și iată-l trimis fiilor lui Israel: "Eu v-am adus vouă un semn de la Domnul vostru: vă voi crea vouă din noroi, un chip de pasăre. Voi sufla asupra sa și va fi pasăre, cu îngăduința lui Dumnezeu. Eu îi tămăduiesc pe orb și pe lepros și morților le dau viață, cu îngăduința lui Dumnezeu. (Coran, 3:49)

## Crucificarea șiJudecata de Apoi
În Islam, crucificarea nu a avut loc sau se consideră că cel crucificat a fost Iuda, iar Iisus nu a fost răstignit, ci a fost ridicat la ceruri de către Dumnezeu.
Pacea fie asupra mea, în ziua când m-am născut, în ziua când voi muri, în ziua când voi fi sculat viu. (Coran, 19:33)
În Ziua Judecății de Apoi, Iisus va fi chemat pentru a depune mărturie împotriva creștinilor care s-au închinat la el. De asemenea, el va reveni pe Pământ, se va căsători și va avea copii. Atunci când forțele răului (Antihrist) vor veni pentru a nimici Pământul, Iisus va lupta împotriva lor și va muri de moarte bună, la sfârșitul timpurilor.